# Pulau Parang
Pulau Parang is een bestuurslaag in het regentschap Banyuasin van de provincie Zuid-Sumatra, Indonesië. Pulau Parang telt 531 inwoners (volkstelling 2010).